# 黒田優佳子
黒田 優佳子（くろだ ゆかこ）は、日本の不妊治療医。世界的にも極めて少ない『臨床精子学：ヒト精子の研究』を専攻する産婦人科医師。
現在、KURODA International Medical Reproduction（KURODA IMR：不妊治療専門施設）院長。黒田が一人で診療・処置・手術のみならず、精子の検査・選別、卵子や胚培養に至る全工程を統括して実施するという、「完全個別化」不妊治療体制を確立。精子側の技術に特化した「安全性の高い男性不妊治療」を可能にしている。

## 来歴
慶應義塾幼稚舎、慶應義塾中等部、慶應義塾女子高等学校を経て、1987年慶應義塾大学医学部を卒業後、95年慶應義塾大学大学院医学研究科修了。「受精できるヒト精子の選別法と評価法」を確立し、博士号（医学）取得。その後、東京大学医科学研究所にて生殖医学研究チームの一員として、不妊治療で生まれてくる子どもの健常性向上に向けて、精子の研究に従事。97年 慶大医産婦人科学教室 女性医師初の医長就任。2000年 長年の研究成果を男性不妊の患者様に直結して橋渡しするためにKURODA Clinic：Reproduction Research Centerを設立。院長の黒田が一人で生殖補助医療の全体像を見据えて全工程の技術提供をする「完全個別化」不妊治療を開始。03年 高精度精子検査・精子精密検査部門を拡張し、KURODA International Medical Reproduction：KURODA IMRと改称。不妊治療で生まれてくる子どもの健常性向上に向けて、日々の個別化治療に邁進する中、医療従事者への技術教育と普及、本の出版（不妊治療の真実　世界が認める最新臨床精子学）など、精力的に取り組んでいる。

## 略歴
- 1981年　慶應義塾大学 医学部 入学。
- 1987年　慶應義塾大学 医学部 卒業。卒業後4年間は産婦人科医師として臨床経験を積む。
- 1991年　同産婦人科学教室大学院医学研究科入学。
- 1995年　同産婦人科学教室大学院医学研究科修了。博士号(医学)取得。大学院4年間において研究に従事。「ヒト先体反応精子の精製法および定量的評価法」を確立。
- 同年　　東京大学医科学研究所研究員。「ヒト精子の受精における細胞内情報伝達機構の解析」「ヒト精子の品質および機能解析」の研究に従事。
- 1997年　慶應義塾大学医学部産婦人科学教室 初の女性医長就任。 不妊治療を中心とした診療・教育・研究に携わる。
- 2000年　自身の基礎研究に基づいた最先端の知識と技術を駆使した不妊治療を実現するために 　　　　 KURODA Clinic：Reproduction Research Centerを設立、開業。
- 2003年　精子研究所を設立、規模拡大と共にクリニック移転。 KURODA International Medical Reproduction（KURODA IMR）と改称。
- 2004年　東邦大学医学部第一産科婦人科学教室 客員講師就任。
- 2006年　お茶ノ水女子大学理学部大学院遺伝カウンセリング 非常勤講師就任。
- 2024年　福島県立医科大学ふくしま子ども・女性医療支援センター 特任教授就任（産婦人科 非常勤）
- 2024年　東京大学定量生命研究所 病態発生制御分野 岡田由紀教授研究班と共同研究開始。 本研究では、黒田を含む精子チームが すでに開発してきた、軽度な精子DNA断片化を検知で きる『高精度精子DNA損傷検出法』を始めとする、数々の精子異常を正確に見極めることが できる検査法の更なる精度強化と技術拡大を目指している。

現在、不妊治療で生まれてくる子ども達の健常性向上を目指して「高品質な精子の精製法および精製精子の機能評価法の標準化」と共に「次世代の不妊治療法」を提唱し、日々の診療と医療従事者への技術教育、講演活動に力を注いでいる。
【所属学会】日本産科婦人科学会、日本生殖医学会

## 人物・エピソード
黒田優佳子が専門にしている精子に関する研究のきっかけは、医学生の時に、精子と卵子の神秘的な出会が受精に繋がり、最終的に『命を生み出す』という講義に感動したことにあるという。
その後、命を生み出す医療に携わりたいという思いから生殖医療の道へ。
当時は、不妊と言えば、国内外問わず女性側の卵子に問題があるとされ、「卵子の研究」が主流になっていた。そこで黒田は自ら、誰にも注目されていない男性側の「精子の研究」をライフワークとして専攻し、母校の慶大医大学院、東京大学医科学研究所時代に精力的に研究をする。
結果として、精子研究の評価を得られ、慶大医産婦人科学教室女性初の医長に就任。
その後、大きな転機となったのは、院長の黒田が一人で、患者一人一人の生殖補助医療の全体像を見据えて、長年の研究成果を「黒田メソッド」として統合的に全工程の技術提供をするという、「黒田式完全個別化不妊治療」を開始するために開業したことである。その背景には、不妊原因は夫婦毎に異なるため、患者一人一人に合わせた治療の適正化を図った個別化治療が必要不可欠であり、そこに治療の安全と成果が直結すると考える黒田の論拠がある。
大きく特徴は以下4点。
- 「精子」に関する知識・技術の専門性の高さ、ならびに「男性不妊治療」の経験の豊富さ
- 院長の黒田が、研究者と医師の両視点から、生殖補助医療の全行程を行う（診療・処置・手術のみならず、精子の検査・選別、卵子や胚培養に至る全工程）
- 夫婦毎の不妊原因に合わせた「究極の個別化不妊治療」を提供
- 極力顕微授精をしない！方針で、顕微授精のリスクを回避して、生まれてくる子どもの健常性向上に向けた「高度化した体外受精：人工卵管法」を実践[3]。

## 見解

### 顕微授精
黒田インターナショナルリプロダクションのWEBサイト・東洋経済ONLINE・日経xwomanなどで度々触れられているが、現不妊治療において顕微授精のリスクが正しく伝えられていないと述べている。

### 加齢による精子の劣化について
※出典。

## 著書
- 不妊治療最前線―男性不妊の闇に挑む[8]
- 誤解だらけの不妊治療 治療成功のカギを握るのは「愛」[9]
- 不妊治療の真実ー世界が認める最新臨床精子学ー[10]